# Казка про калинову сопілку
«Казка про калинову сопілку»[ISBN відсутній] — повість української письменниці Оксани Забужко, вперше опублікована 2000-го року видавництвом «Факт». Була перевидана видавництвом «Комора» у 2013-му році. Повість перекладалася польською, чеською, фарсі, з успіхом виставлялася на театральних сценах в Україні та за кордоном.
В основу твору Оксани Забужко покладено народну «Казку про дивну сопілку», мотив та основа сюжету якої пов'язані із перетворенням людини‚
живої душі на дерево. Відомим варіантом цього твору є «Калинова сопілка», вперше записана у 50-х роках XIX ст. Саме казка стала для автора фундаментом для філософського обґрунтування «жіночої трагедії Каїна і Авеля», в якій визначальну роль відіграв шлюб сили зла з людською душею. Розібравшись у стосунках між жінками-сестрами, які поділені на «бабину дочку» і «дідову дочку», письменниця подає повість як історію гріха. Тут Оксана Забужко досліджує вічні питання, що споконвіку хвилюють людину: звідки проростає зло в нашій душі, чи можна зупинити злочин, розпізнавши його в зародку. Жіноча версія легенди про Каїна і Авеля обертається напруженою психологічною драмою, старовинний бароковий колорит якої тільки додає їй універсального чару.
Повість «Казка про калинову сопілку» входить до її відомого «секстету» авторки. У творі «Сестро, сестро» (2003) — сестра не народилася, її вбили ще до народження. В іншому творі «Дівчатка» — сестра прийшла й покинула, а в «Калиновій сопілці» лунає останній акорд — сестра вбила.

## Жанрові особливості
Визначаючи жанр «Казка про калинову сопілку», літературознавець Ярослав Голобородько стверджує:

"Це — повість-притча, повість-міф, повість-метафора, виконана у «прафольклорному» річищі із використанням величезного фольклорного матеріалу".
Визначення самою авторкою жанрової природи твору — повість, є свідченням того, що у ній зображено життя, працю, виховання дітей у родині Василя та Марії протягом двадцяти років. Але ж поряд з цим у повісті багато жанрових ознак казки: дідова дочка й бабина дочка, трикратні повтори- звернення Ганни-панни до панотця і сатани, калинова сопілка, що сама співає, фантастична кінцівка твору. Все це дає підстави стверджувати, що повість Оксани Забужко тісно переплітається з казкою. І все ж перевагу слід надати ознакам повісті: відповідний спосіб художнього зображення дав можливість письменниці показати рух життя, розвиток характеру головної героїні — Ганни-панни. Отже, «Казка про калинову сопілку» — це повість і казка водночас, тобто це твір жанру мішаної форми, оскільки в ньому наявне перехрещення різних способів художнього зображення. Є в цьому творі елементи і ліричні, і драматичні, але вони підпорядковані епічній організації художнього матеріалу.

## Специфіка твору
Міфологізований твір сповнений алюзій, символів, алегорій і просякнутий образно-філософськими струменями. У ньому вибудувана ціла низка традиційних для фольклорних і міфологічних творів антиномій: два протилежні персонажі-іпостасі (Ганнуся й Оленка), два протиставлених духовних центри (батьки — Василь і Марія), Каїн і Авель, Бог і Диявол.
У свій твір авторка ввела образок того двовір'я, який існував в українських селах в кінці XVIII — першій половині XIX ст. В кожному із них когось вважали відьмою, когось вовкулакою, вважали, що до якоїсь жінки вночі приходить мрець-упир, а до котроїсь з дівчат прилітає змій-перелесник. Кожна така оповідка існувала в народній творчості окремо.
Непересічна зовнішність і вміння бачити те, чого не бачать звичайні люди — це ті властивості, якими наділяє народна міфологія відьм. Пошуком місць для копання колодязів займалися чоловіки-знахарі. Цей досвід передавався по чоловічій лінії від батька до сина і ніяким відьмацтвом не вважався. Перенесення цього феномену на жіночий образ спровокував особистий досвід Оксани Забужко. Як зазначає письменниця у своєму творі «Автобіографія», щодо жінок-предків, то скільки згадує авторка, всі були якісь відьмуваті: «Ще моя покійна тітка без усякої лозини чула під землею воду й по цілій окрузі визначала, де копати криницю». Можливо і Ганна-панна в цій своїй якості підсвідомо чи навмисно списана з котроїсь із цих родичок.
На думку Віри Агеєвої, «Ганна відзначена з-поміж гречкосійського загалу небуденною вродою, аристократизмом духу й даром чи не містичного відання й провіщення, терпляче чекає своєї непересічної долі. Обраниця не повинна заскніти у хатніх клопотах сільської господині, вона не для сусідських парубків з їхніми грубими пестощами й почуваннями»
"Метачасовість образу-символу калини зумовлює його багатозначність, в основі якої медитативність, рубіжність між світами дівчини-жінки, молодості — одруження, зрілості, життя земного і потойбічного" Для твору Оксани Забужко притаманна наявність хронотопів, тих своєрідних згустків словесної матерії, які вказують на час і місце, хоча безпосередньо вони й не вказуються. Численні побутові подробиці вказують, що дія, описана в повісті, відбувається в українському селі кінця XVIII — першої половині XIX ст.
Кульмінацією цих усіх проявів стало вбивство рідної сестри. За цими темними вчинками героїні стояв її невидимий наречений — змій-перелесник за народно міфологічними уявленнями, а за християнським переосмисленням — звичайний Диявол, який являвся до Ганни вночі у вигляді найдосконалішого чоловіка й щезав із першими півнями. Таємний коханець дає змогу Ганні осягнути зовсім інший вимір буття — потойбічний світ.

## Сюжет
Дівчинка народилася з місяцем на лобі — невеликою багряною міткою-серпиком. Мати переживала, що то за знак, хотіла вірити, що на добре, на якусь особливу долю. Вечорами розчісувала доньку, розказувала казки про дівчину-золотоволоску, про Ганну-панну. Ганна росла гордою, розумною не по літах, а сільські кумасі тільки дивувалися. Не знали, яка гризота матері Марії — адже вона вийшла за свого чоловіка Василя з досади.
Коли її прийшли сватати, батько не дозволив віддатися за любого, але далекого й непевного чоловіка. Тоді вона дала згоду першим, які прийшли, сватам. Незабаром батько помер і часто приходив до дочки у снах.
Друга дочка, Оленка, народилася кволенькою, плаксивою. Батько за нею упадав, панькався понад міру, захищав від матері, навіть на роботу брав, вставав уночі до малої, співав пісню. Ця пісня так вразила Ганнусю, що вона з ревнощів відлупцювала Оленку й добряче дістала за це від матері.
Сестри щодалі все більше не любили одна одну. Мала намагалася весь час вивести із себе Ганнусю, дратувала її, старша сестра била молодшу.
Батько, ніби відчуваючи за собою якусь вину, привіз Ганнусі з ярмарку багато шовкових стрічок, а Оленці — тільки горіхів та родзинок. Якось, дивлячись на місяць, Ганнуся спитала батька про плями на ньому. І той розповів про Каїна та Авеля. У дівчини залишилося лише одне питання: чому Бог прийняв жертву Авеля і не прийняв Каїнової, чому одного брата полюбив більше, адже вони обоє добре працювали.
Якось до них завітала циганка і сказала, що Ганнусі краще б піти в монастир, бо не будуть батьки нею тішитися. А от про молодшу подбають і так. Марія здивувалася і стривожилася, але, звичайно ж, відмовилася.
Ганна стала вже дівчиною, і про неї розпитували матері сільських парубків. Декотрі й сватів уже засилали, але отримали чемну відмову — мала ще. Мати більше вболівала за Ганну, а батько — за Оленку, то й приліпилося — дідова дочка й бабина дочка.
Ганна могла визначати, де є вода, щоб копати криницю. Це виявилося випадково, і з тих пір її запрошували в усі навколишні села. Мала вже й свій заробіток. Якось на ярмарку, побачивши отамана чумаків, спитала у матері, що то за біла пані поряд із ним сидить. Мати, звичайно, нікого не побачила. Потім виявилося, що ті чумаки завезли чуму.
Оленка вилюднилася, зробилася славним дівчам. Найбільше любила прясти. Але продовжувала робити сестрі різні капості. Ганнусі не хотілося й бути в хаті.
Через хатні заколоти Ганна переставала чути воду. Якось замість води показала на вбитого й закопаного чоловіка, вказала й на вбивцю.
Дівувати сестри почали майже одночасно. Батькам довелося справити їм чимало одягу, хоч Ганна й сама вже заробляла, але не вважала це серйозним, не дорікала сестрі, що й та користується її працею.
Ганнусю в гурті обирали на Лелю й на «тополю», вона була в усьому найгарнішою. Тому інші трималися якось осторонь, не вважали за свою, і це засмучувало дівчину.
Якось Ганнусю помітив найкращий та найбагатший хлопець на селі Дмитро Маркіянів. Найняв для неї музики, сказав, щоб вийшла увечері на леваду. Вона відмовилася. Усі вже вважали їх гарною парою, навіть не думали, що дівчина буде проти. Дмитро не любив, щоб було не по його, підстеріг Ганну і ледь не взяв силою. Вона вкусила його і втекла.
Непомітно розквітла й Оленка. Коли восени прийшли свати, Ганнуся не одразу й зрозуміла, що Дмитро сватає не її, а молодшу сестру.
Це був сором. У душі Ганни застигла образа, потім усе гостріше їй хотілося помститися. Якось, повертаючись додому, знайшла красивий чоловічий пояс. Узяла додому, поклала під подушку. Уночі якийсь приємний чоловічий голос сказав, щоб повернула пояс, а як не оддасть, то мусить стати його дружиною. Вирішила, що то і є її доля.
Щоночі дивний чоловік був із нею, а на ранок відлітав через комин, як дим. Ганнуся змарніла, тільки й ждала ночей. А ще мріяла про помсту Оленці. Адже незабаром — її весілля, і вони, мабуть, разом із Дмитром задумали її так покарати.
У неділю Ганна взяла ніж і запропонувала Оленці піти до лісу прогулятися. Та погодилася, і Ганна її там зарізала. Повернулася надвечір сама не своя, на питання, де сестра, говорила, що не знає. Чоловіки шукали Оленку в лісі, але так і не знайшли.
Ганна збожеволіла, лежала мовчки на печі вагітна. Одного разу селом проходила чумацька валка. До Василя й Марії попросилися переночувати кілька. Стали розмовляти. Молодий чумак вийняв сопілку, вирізану з калини біля села, а та заспівала Оленчиним голосом. Ганнуся скочила з печі й зареготалася, сказала, що справдилося все. Зрозуміли, хто вбивця, послали по сторожу. Поки прийшли, а в хаті нікого не виявилося, тільки на полу слід смоляний залишився.

## Головні персонажі
- Сестри Ганнуся й Оленка
- батько й мати
- Дмитро Марчишин